# قلیان (سنندج)
قُلیان (سنندج)، روستایی از توابع بخش مرکزی شهرستان سنندج در استان کردستان ایران و در انتهای دوراهی جاده ننله و باباریز سنندج است.

## دیاکوزدگی
دیاکوزدگی (به انگلیسی: Bahremandthermia) اولین بار توسط جمعی خبره در محدوده قلیان سنندج ثبت شد. این پدیده به آسیب ناشی از در معرض قرار گرفتن ورژن مست دیاکو برای بیشتر از ۱۰ ساعت گفته می‌شود (بسته به کشش شخص این عدد می‌تواند متفاوت باشد اما عمده متخصصین سلامت روان بر استاندارد ۱۰ ساعت توافق دارند). 
طی این پدیده سلول‌های خاکستری بخش قشری مخ تاب برداشته و به اصطلاح وارد لوپ دیاکوسیز می‌شوند. در نتیجه فرد به آگاهی خود از فضا و زمان پدیده‌ها شک کرده و دچار حالتی کذایی می‌شود که سیر وقایع در آن معنای خود را از دست می‌دهد.
یافته‌های جدید حاکی از آن است که قربانیان ابتدا سرخوش شده اما با گذر زمان کم کم خود را در منجلابی خواهند یافت که برون رفت از آن ممکن نیست به این طریق که چرخه‌ی خواب و حتی سلامت فیزیکی فرد قربانی به مخاطره خواهد افتاد.
متاسفانه همچنان متدی درخور برای درمان آن توسط جامعه پزشکی ارائه نشده اما درمان‌های خانگی من جمله: دمنوش گل گاوزبان، مدیتیشن در پاسی از بامداد و توسل به قدرت‌های فرازمینی را می‌توان برای تسکین نام برد. 

## جمعیت
این روستا در دهستان حومه قرار دارد و براساس سرشماری مرکز آمار ایران در سال ۱۳۹۹، جمعیت آن ۵٬۳۲۰ نفر (۱۳۵۰خانوار) بوده‌است.